# So Solid Crew
So Solid Crew ist eine englische UK-Garage-Gruppe. Ihre Musik ist eine Mischung aus Rap, Contemporary R&B, und UK Garage. Die Formation besteht aus 30 Künstlern unter anderem Lisa Maffia, Asher D., Romeo, Oxide und Neutrino.

## Geschichte
Entstanden ist das Projekt aus einer Serie von Partys, die die MCs Megaman und Romeo Ende der 1990er veranstaltet haben. Die beiden waren Promoter der Clubauftritte von Garage- und Grime-Musikern. Dazu gehörten auch die So-Solid-Parties, die sich zunehmender Beliebtheit erfreuten. Die Crew formte sich um ein paar Musiker, die beim Piratensender Supreme FM arbeiteten und war ein loses Kollektiv verschiedener Musiker mit ähnlicher Herkunft und Interessen. Ende 2000 veröffentlichten sie bei Relentless Records ihr erstes Album Oh No (Sentimental Things). Obwohl es nicht in die Charts kam, wurde es ein Klassiker und erhielt 2013 für die Verkäufe eine Silberne Schallplatte.
Beim Label Independiente erschien im Jahr darauf die Single 21 Seconds, an der 30 Musiker beteiligt waren. Die Sekundenzahl bezieht sich auf den Anteil der einzelnen Musiker an dem Song. Die Single stieg auf Platz 1 der britischen Charts ein und verkaufte sich über 400.000 Mal. Das zweite Album They Don’t Know erreichte Platz 6 der Albumcharts und brachte mit dem Titelsong und mit Haters noch zwei weitere Top-10-Singles. Bei den MOBO Awards wurde die Crew als Best Newcomer und als Best UK Garage Act ausgezeichnet. Das Video zu 21 Seconds erhielt einen Brit Award.
Im Umfeld der Crew und ihrer Auftritte kam es immer wieder gewaltsamen Auseinandersetzungen, bei denen es auch Tote gab. Obwohl sie selbst nicht beteiligt waren, wurden die aus dem Süden Londons stammenden Bandmitglieder mit ihrer Straßenherkunft und den gewalttätigen Texten mitverantwortlich gemacht für die Atmosphäre, in der das Ganze geschehen konnte. Viele Mitglieder blieben aber auch nach dem Erfolg dieser Szene treu.
Mit dem nächsten Album 2nd Verse versuchten sie, an den Erfolg anzuknüpfen. Mit der Vorabsingle Broken Silence hatten sie ihren vierten Top-10-Hit, aber weder das Album noch weitere Singleauskopplungen hinterließen größeren Eindruck. Derweilen hatten Mitglieder wie Oxide & Neutrino, Lisa Maffia und Asher D eigene Erfolge. Andere wiederum wie Megaman, G-Man und MC Harvey kamen mit dem Gesetz in Konflikt. Es gab Auflösungserscheinungen und es wurde ruhiger um das Kollektiv. Weitere Veröffentlichungen gab es jedoch immer wieder und 2010 war die So Solid Crew mit Since You Went Away noch einmal in den Singlecharts. 2013 erschien ein Best-of-Album.

## Diskografie

### Alben
| Jahr | Titel           | Höchstplatzierung, Gesamtwochen, AuszeichnungChartsChartplatzierungen (Jahr, Titel, Platzierungen, Wochen, Auszeichnungen, Anmerkungen) | Anmerkungen |
| Jahr | Titel           | UK | Anmerkungen |
| ---- | --------------- | --- | ----------- |
| 2001 | They Don’t Know | UK6 Platin · (23 Wo.)UK |             |
| 2003 | 2nd Verse       | UK70 (1 Wo.)UK |             |

Weitere Alben
- Oh No (Sentimental Things) (2000, Silber)
- Fuck It (2001)
- The Time Is Now (2006)
- Roll Deep Presents Grimey Vol. 1 (2006)
- So Solid Lost Tapes (Garage) Vol. 1 (2011)
- So Solid Lost Tapes (RNB) Vol. 2 (2011)
- The Greatest Hits (2013)

### Singles
| Jahr | Titel Album                 | Höchstplatzierung, Gesamtwochen, AuszeichnungChartsChartplatzierungen (Jahr, Titel, Album, Platzierungen, Wochen, Auszeichnungen, Anmerkungen) | Anmerkungen                     |
| Jahr | Titel Album                 | UK | Anmerkungen                     |
| ---- | --------------------------- | --- | ------------------------------- |
| 2001 | 21 Seconds They Don’t Know  | UK1 Platin · (18 Wo.)UK |                                 |
| 2001 | They Don’t Know             | UK3 (11 Wo.)UK |                                 |
| 2002 | Haters They Don’t Know      | UK8 (7 Wo.)UK | So Solid Crew presents Mr Shabz |
| 2002 | Ride wid Us They Don’t Know | UK19 (6 Wo.)UK |                                 |
| 2003 | Broken Silence 2nd Verse    | UK9 (7 Wo.)UK |                                 |
| 2004 | So Grimey 2nd Verse         | UK62 (1 Wo.)UK |                                 |
| 2010 | Since You Went Away –       | UK82 (1 Wo.)UK |                                 |

Weitere Singles
- Oh No (Sentimental Things) / Dilemma (2000)